# Зубкі
Зубкі (пол. Zubki) — село в Польщі, у гміні Ґрудек Білостоцького повіту Підляського воєводства.
Населення — 47 осіб (2011).
У 1975-1998 роках село належало до Білостоцького воєводства.

## Демографія
Демографічна структура станом на 31 березня 2011 року:
|          | Загалом | Допрацездатний вік | Працездатний вік | Постпрацездатний вік |
| -------- | ------- | ------------------ | ---------------- | -------------------- |
| Чоловіки | 22      | 3                  | 12               | 7                    |
| Жінки    | 25      | 3                  | 7                | 15                   |
| Разом    | 47      | 6                  | 19               | 22                   |